# Tilorone
Il tilorone è un antivirale. Si tratta di un induttore chimico dell'interferone, ovvero ne induce la sintesi da parte delle cellule. È poco efficace negli esseri umani.